# 伊地知鉄男
伊地知 鉄男（いぢち てつお、1908年3月5日 - 1998年3月23日）は、国文学、書誌学者。

## 経歴
1908年、鹿児島県鹿児島市で生まれた。早稲田大学文学部国文学科で学び、1932年に卒業。
卒業後は、光塩高等女学校に教員として勤務。その後、宮内省図書寮（のち宮内庁書陵部）に入った。1966年に宮内庁書陵部を定年退職。その後は早稲田大学教授となり、1978年定年退職。1998年、肺炎のため死去。

## 研究内容・業績
専門は国文学で、特に中世連歌を専門とした。また、書誌学。
伊地知鉄男文庫
連歌関係の資料1,122点が1988年に早稲田大学図書館に寄贈され、「伊地知鉄男文庫」となっている。『伊地知鉄男文庫目録』(1992)が刊行されている。

## 著作
著書
- 『宗祇』(日本文学者評伝全集) 青梧堂 1943
- 『連歌の世界』吉川弘文館(日本歴史叢書) 1967

著作集
- 『伊地知鉄男著作集』(全2巻) 汲古書院 1996

1. 1巻『宗祇』
2. 2巻『連歌・連歌史』

編著書
- 『連歌論集』岩波文庫 1953-1956
- 『今川了俊歌学書と研究』未刊国文資料刊行会 1956
- 『連歌論新集』(全3巻) 古典文庫 1956-1963
- 『日本古文書学提要』編著、新生社 1966-1969
- 『連歌論集』校注・訳、小学館 1973.7 日本古典文学全集
- 『連歌百韻集』汲古書院(古典研究会叢書) 1975
- 『宗祇句集』金子金治郎共編 角川書店(貴重古典籍叢刊) 1977
- 『連歌資料集』(全3巻)ゆまに書房 1977
- 『中世文学：資料と論考』笠間書院(笠間叢書) 1978